# Conopyge tibialis
Conopyge tibialis là một loài tò vò trong họ Ichneumonidae.